# فرودگاه هرنافیوردور
فرودگاه هرنافیوردور (به انگلیسی: Hornafjörður Airport) یک فرودگاه همگانی با کد یاتا HFN است که یک باند فرود آسفالت دارد و طول باند آن ۱۵۰۰ متر است. این فرودگاه در کشور ایسلند قرار دارد و در ارتفاع ۷ متری از سطح دریا واقع شده‌است.

## شرکت‌های هواپیمایی و مقصدهای پروازی
| شرکت‌های هواپیمایی | مقصدهای پروازی |
| ----------------- | -------------- |
| Eagle Air         | ریکیاویک       |